# 하마다 고사쿠
하마다 고사쿠(일본어: 濱田 耕策, 1949년~)는 일본의 역사가이자, 규슈 대학의 명예 교수이다. 분야는 한국 고대사와 발해사이며, 1차 한일역사공동연구위원회에서 '한일관계'를 발표했다.

## 저서
- 『발해 흥망사』(요시카와 히로후미칸 , 2000년 11월)
- 『신라사의 연구』（요시카와 히로후미칸, 2002년 2월）